# هایازن
هایازن (به ارمنی:Հայազն) یک حزب ناسیونالیستی ارمنی است که به‌عنوان یک سازمان مدنی در سال ۲۰۰۹ تأسیس شد. این حزب در سال ۲۰۱۳ خود را به‌عنوان یک حزب سیاسی اعلام کرد و در سال ۲۰۱۴ به‌عنوان حزب ثبت شد.

## ایدئولوژی
هایازن مخالفت خود را با احتمال پیوستن ارمنستان در اتحادیه اروپا یا اتحادیه گمرکی اوراسیا (که در آن زمان شامل اتحادیه گمرکی بلاروس، قزاقستان و روسیه بود) اعلام کرده است. همچنین هایازن از دولت ارمنستان خواسته است که از سیاست همسایگی اتحادیه اروپا خارج شود.
هایازن مخالف هرگونه شناسایی رسمی جمهوری آرتساخ توسط ارمنستان است. در عوض، هایازن از اتحاد جمهوری آرتساخ به‌عنوان بخشی از ارمنستان حمایت می‌کند و آرتساخ را به‌عنوان استان اضافی ارمنستان که در مرزهای جمهوری ارمنستان گسترش یافته می‌بیند.
در مسائل داخلی، هایازن مخالف دولت سرژ سرکیسیان بود و سیاست‌های داخلی و خارجی آن را به ویژه نحوه برخورد آن با مناقشه قره‌باغ کوهستانی در قالب گروه مینسک محکوم کرده است. این حزب در همه‌پرسی قانون اساسی ارمنستان ۲۰۱۵ خواستار رأی «نه» شد.

## فعالیت‌ها
اگرچه هایازن به‌عنوان یک حزب سیاسی ثبت نشده بود و نمی‌توانست به‌طور قانونی در انتخابات پارلمانی ۲۰۱۲ ارمنستان شرکت کند، این حزب به‌هرحال از شرکت در انتخابات خودداری کرد. این حزب احزاب اصلی مخالف (حزب فدراسیون انقلابی ارامنه، کنگره ملی ارمنستان، میراث) را به‌دلیل عدم حمایت از «مردم» و دولت را به‌دلیل تقلب‌های انتخاباتی که منجر به تشکیل دولتی غیرقانونی شده، مقصر دانست.
در ژوئن ۲۰۱۱، این حزب شروع به جمع‌آوری امضا برای اعطای تابعیت به ژیرایر سیفیلیان، فرمانده نظامی ارمنی‌تبار زاده لبنان در جنگ اول قره‌باغ کرد. بیش از ۴۰۰۰ امضا جمع‌آوری شد. با این حال، رابطه با سیفیلیان زمانی که اعضای هایازن در ۲ سپتامبر ۲۰۱۳ به ورُژهان آوتیسیان حمله کرده، سخنگو و عضو پیش‌پارلمان ارمنستان را مورد ضرب و شتم قرار دادند، تیره شد.
در ۱ سپتامبر ۲۰۱۲، هایازن اعتراضی سازماندهی کرد که در آن تعدادی از اعضای آن پرچم مجارستان را به‌عنوان اعتراض به آزادی رامیل صفروف برای آذربایجان به آتش کشیدند. آنها همچنین خواستار استعفای وزیر امور خارجه ادوارد نالبندیان شدند.
در ۲۱ مه ۲۰۱۲، هایازن یک راهپیمایی موازی علیه «راهپیمایی تنوع» که توسط جامعه ال‌جی‌بی‌تی ارمنستان سازماندهی شده بود، ترتیب داد. این راهپیمایی به‌طور ناگهانی متوقف شد زیرا فعالان ال‌جی‌بی‌تی از امنیت خود ترسیدند. در ۱۰ اکتبر ۲۰۱۲، هایازن اعتراضی مقابل سفارت آلمان در ایروان برگزار کرد و به نمایش فیلم رژه که دربارهٔ فعالیت‌های همجنس‌گرایان در صربستان بود اعتراض نمود. این حزب اعلام کرد که آنها «تبلیغ فحشا» را تحمل نخواهند کرد. در حین اعتراضات ضد پوتین در ۲ دسامبر ۲۰۱۳، تعدادی از اعضای هایازن به فعالان حقوق همجنس‌گرایان حمله کرده و خواستند که در حین اعتراضات از پرچم رنگین‌کمانی استفاده نشود.
در طول بهار ۲۰۱۳، هایازن مخالف سرسخت اجاره زمین در استان سیونیک به چراگاه‌های ایران بود.
هایازن در اعتراضات ضد دولتی ۲۰۱۳ نقش فعالی ایفا کرد. در ۲ دسامبر ۲۰۱۳، به همراه چندین حزب سیاسی دیگر، آنها به خیابان‌ها آمدند تا از سفر رئیس‌جمهور روسیه ولادیمیر پوتین به ارمنستان و تصمیم سرژ سارگسیان برای پیوستن به اتحادیه گمرکی بلاروس، قزاقستان و روسیه اعتراض کنند.
این حزب در انتخابات پارلمانی ارمنستان ۲۰۱۸ شرکت نکرد.